# Julius Reubke

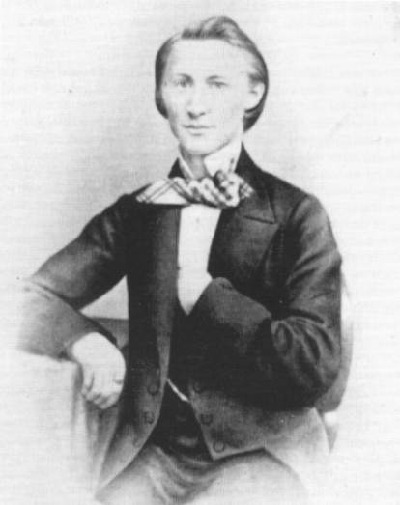
Julius Reubke

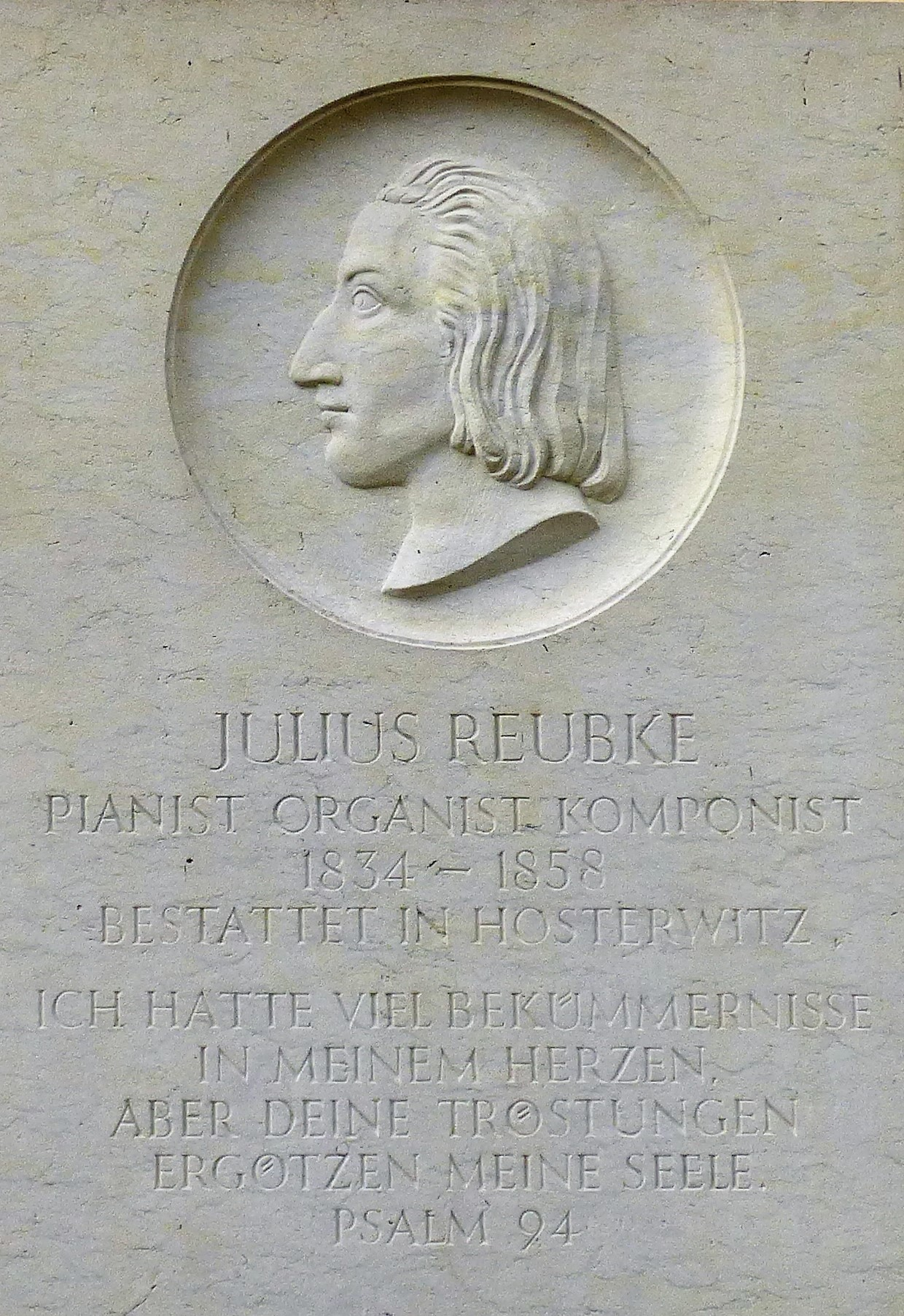
Gedenktafel zu Ehren von Julius Reubke auf dem Kirchhof in Hosterwitz.

Julius Reubke (* 23. März 1834 in Hausneindorf bei Quedlinburg; † 3. Juni 1858 in Pillnitz bei Dresden) war ein deutscher Pianist, Organist und Komponist.

## Leben
Julius Reubke war ein Sohn des Orgelbauers Adolf Reubke. 1856 kam er nach Weimar und wurde dort Schüler von Franz Liszt. Neben einigen kleineren Werken schrieb er zwei groß angelegte Sonaten: Die Klaviersonate in b-Moll und die Orgelsonate „Der 94. Psalm“ in c-Moll. Die Orgelsonate kann man als großangelegte symphonische Dichtung auffassen. Sie ist in einer düsteren und unruhigen Stimmung gehalten. Die Sonate, die manche technische Schwierigkeiten aufweist, gehört zum Standardrepertoire der Konzertorganisten. Hermann Keller bewertete sie als die bedeutendste Orgelkomposition des 19. Jahrhunderts und stellte sie sogar explizit höher als die Werke César Francks.
Reubkes harmonische Sprache ist mit ihren Modulationen und Vorhalten teilweise sehr kühn, beispielsweise die Dissonanzen im Finalsatz der Klaviersonate.
Als sich Reubke Ende 1857 mit Tuberkulose infizierte, entschloss er sich, im damaligen Kurort Pillnitz (heute Stadtteil von Dresden) Heilung zu suchen. Die auch dort praktizierte „Therapie“ einer „Luftkur“ brachte allerdings keine Genesung, so dass Reubke schon nach wenigen Monaten 1858 in Pillnitz verstarb. Nicht ausgeschlossen werden kann sein Selbstmord, nachdem die Symptome der damals „Schwindsucht“ genannten Krankheit unerträglich geworden waren. Er wurde auf dem Hosterwitzer Friedhof beerdigt. Sein Grab ist aber nicht erhalten.
Am 31. Juli 2015 wurde von der Gesellschaft der Orgelfreunde an der Außenwand der Kirche „Maria am Wasser“ in Hosterwitz eine Gedenktafel (Ole Göttsche) angebracht.

## Kompositionen

### Orgel
- Trio (Es-Dur, 1850)
- Adagio (1857)
- Sonate „Der 94. Psalm“ (1857)

### Klavier
- Mazurka (E-Dur, 1856)
- Scherzo (d-Moll, 1856)
- Sonate (b-Moll, 1857)